# SP7
SP7 (англ. Sp7 transcription factor 7) – білок, який кодується однойменним геном, розташованим у людей на короткому плечі 12-ї хромосоми. Довжина поліпептидного ланцюга білка становить 428 амінокислот, а молекулярна маса — 44 718.
| 10         |  | 20         |  | 30         |  | 40         |  | 50         |
| ---------- |  | ---------- |  | ---------- |  | ---------- |  | ---------- |
| MASSLLEEEA |  | HYGSSPLAML |  | TAACSKFGGS |  | SPLRDSTTLG |  | KGGTKKPYAD |
| LSAPKTMGDA |  | YPAPFSSTNG |  | LLSPAGSPPA |  | PASGYANDYP |  | PFPHSFPGPT |
| GAQDPGLLVP |  | KGHSSSDCLP |  | SVYTSLDMTH |  | PYGSWYKAGI |  | HAGISPGPGN |
| TPTPWWDMHP |  | GGNWLGGGQG |  | QGDGLQGTLS |  | TGPAQPPLNP |  | QLPTYPSDFA |
| PLNPAPYPAP |  | HLLQPGPQHV |  | LPQDVYKPKA |  | VGNSGQLEGS |  | GAAKPPRGAG |
| TGGSGGYAGS |  | GAGRSTCDCP |  | NCQELERLGA |  | AAAGLRKKPI |  | HSCHIPGCGK |
| VYGKASHLKA |  | HLRWHTGERP |  | FVCNWLFCGK |  | RFTRSDELER |  | HVRTHTREKK |
| FTCLLCSKRF |  | TRSDHLSKHQ |  | RTHGEPGPGP |  | PPSGPKELGE |  | GRSVGEEEAN |
| QPPRSSTSPA |  | PPEKAHGGSP |  | EQSNLLEI   |  |            |  |            |

A: Аланін

C: Цистеїн

D: Аспарагінова кислота

E: Глутамінова кислота

F: Фенілаланін

G: Гліцин

H: Гістидин

I: Ізолейцин

K: Лізин

L: Лейцин

M: Метіонін

N: Аспарагін

P: Пролін

Q: Глутамін

R: Аргінін

S: Серин

T: Треонін

V: Валін

W: Триптофан

Кодований геном білок за функцією належить до активаторів. 
Задіяний у таких біологічних процесах, як транскрипція, регуляція транскрипції. 
Білок має сайт для зв'язування з іонами металів, іоном цинку, ДНК. 
Локалізований у ядрі.